# Wiktor Kulerski (młodszy)
Wiktor Kulerski, właśc. Witysław Wiktor Dys-Kulerski (ur. 22 stycznia 1935 w Grudziądzu) – polski nauczyciel i historyk, działacz opozycji w okresie PRL, poseł na Sejm X kadencji.

## Życiorys
Wnuk Wiktora Kulerskiego, używa drugiego imienia, pod którym jest powszechnie znany. Ukończył w 1979 studia na Katolickim Uniwersytecie Lubelskim. Od 1960 do 1981 pracował w szkole podstawowej.
Był współpracownikiem Polskiego Porozumienia Niepodległościowego, a od 1976 Komitetu Obrony Robotników. W 1980 wstąpił do „Solidarności”, do 1981 pełnił funkcję wiceprzewodniczącego zarządu Regionu Mazowsze NSZZ „S”. Po wprowadzeniu stanu wojennego ukrywał się, od 1982 do 1989 wchodził w skład podziemnego Regionalnej Komisji Wykonawczej NSZZ „Solidarność” Region Mazowsze, w latach 1986–1987 był członkiem Tymczasowej Komisji Koordynacyjnej. Uczestniczył w obradach Okrągłego Stołu. W latach 1989–1991 pełnił funkcję posła na Sejm kontraktowy z ramienia Komitetu Obywatelskiego wybranego w okręgu grudziądzkim. Krótko działał w Ruchu Obywatelskim Akcja Demokratyczna i Unii Demokratycznej. W rządzie Tadeusza Mazowieckiego objął stanowisko sekretarza stanu w Ministerstwie Edukacji Narodowej. Działał później w Ruchu Stu, gdzie pełnił funkcję przewodniczącego konwentu. Był współzałożycielem i w latach 1989–1998 prezesem Fundacji Edukacja dla Demokracji. Zasiadł w kolegium redakcyjnym miesięcznika „Nowaja Polsza”.

## Wybrane publikacje
- Czy drugi Katyń? (1980)
- Kościuszkowcy (1984)
- Walka z pijackim obyczajem (1984)
- Bez tytułu. Wybór publicystyki 1981–1991 (1991)
- Kaczy Dół. Zwykli ludzie, zwykłe miejsce, niezwykłe czasy (2025, współautor z Bogdanem Birnbaumem)[2]

## Ordery i odznaczenia
- Krzyż Komandorski z Gwiazdą Orderu Odrodzenia Polski (2007)[3]
- Krzyż Oficerski Orderu Odrodzenia Polski (1987)[4]